# Fairfield (Texas)
Fairfield è un centro abitato degli Stati Uniti d'America situato nella contea di Freestone (di cui è capoluogo) dello Stato del Texas.
La popolazione era di 2.951 persone al censimento del 2010.

## Geografia fisica
Fairfield è situata a 31°43′19″N 96°09′29″W (31.721940, -96.158011).
Secondo lo United States Census Bureau, ha un'area totale di 4,5 miglia quadrate (12 km²). Il clima in questa zona è caratterizzata da estati calde e umide.

## Società

### Evoluzione demografica
Secondo il censimento del 2000, c'erano 3.094 persone, 1.235 nuclei familiari e 791 famiglie residenti nella città. La densità di popolazione era di 685,6 persone per miglio quadrato (264,9/km²). C'erano 1.431 unità abitative a una densità media di 317,1 per miglio quadrato (122,5/km²). La composizione etnica della città era formata dal 71,46% di bianchi, il 21,43% di afroamericani, lo 0,26% di nativi americani, lo 0,68% di asiatici, il 4,65% di altre razze, e l'1,52% di due o più etnie. Ispanici o latinos di qualunque razza erano il 10,50% della popolazione.
C'erano 1.235 nuclei familiari di cui il 30,7% aveva figli di età inferiore ai 18 anni, il 46,2% erano coppie sposate conviventi, il 13,5% aveva un capofamiglia femmina senza marito, e il 35,9% erano non-famiglie. Il 32,7% di tutti i nuclei familiari erano individuali e il 17,2% aveva componenti con un'età di 65 anni o più che vivevano da soli. Il numero di componenti medio di un nucleo familiare era di 2,41 e quello di una famiglia era di 3,06.
La popolazione era composta dal 26,3% di persone sotto i 18 anni, l'8,8% di persone dai 18 ai 24 anni, il 25,9% di persone dai 25 ai 44 anni, il 20,5% di persone dai 45 ai 64 anni, e il 18,6% di persone di 65 anni o più. L'età media era di 37 anni. Per ogni 100 femmine c'erano 92,3 maschi. Per ogni 100 femmine dai 18 anni in giù, c'erano 87,6 maschi.
Il reddito medio di un nucleo familiare era di 28.636 dollari, e quello di una famiglia era di 40.871 dollari. I maschi avevano un reddito medio di 29.643 dollari contro i 15.887 dollari delle femmine. Il reddito pro capite era di 16.308 dollari. Circa il 14,1% delle famiglie e il 18,2% della popolazione erano sotto la soglia di povertà, incluso il 20,4% di persone sotto i 18 anni e il 22,8% di persone di 65 anni o più.